# Dyktatura wojskowa
Dyktatura wojskowa (hiszp. junta – rada) – system sprawowania władzy państwowej, poprzez radę wojskową ustanawianą zwykle w wyniku przeprowadzonego wojskowego zamachu stanu, w którym wojskowi łączą funkcje dowódcze z głównymi funkcjami w aparacie państwowym, rządzą opierając się na armii i z wykorzystaniem wojskowych metod działania.
Oznacza to w praktyce:
- obsadzanie kierowniczych stanowisk w państwie przez wojskowych, pełniących jednocześnie z funkcjami państwowymi funkcje dowódcze w armii;
- traktowanie armii (ściślej – korpusu oficerskiego) jako głównego oparcia politycznego rządów, przy pomniejszaniu roli partii politycznych lub nawet ich likwidacji;
- wciąganie wojska do sprawowania władzy w większej mierze, niż wynika to z jego naturalnych funkcji, zarówno związanych ze stosowaniem przemocy – wojsko w mniejszym lub większym stopniu przejmuje część funkcji policji i organów wymiaru sprawiedliwości, jak i do pełnienia funkcji o charakterze ewidentnie cywilnym – takich jak np. walka z analfabetyzmem, dystrybucja żywności, wykonywanie funkcji kontrolnych nad administracją cywilną lub zarządzanie przedsiębiorstwami państwowymi;
- często, nieprzestrzeganie prawa międzynarodowego (por. ONZ), powodujące sankcje.

Junta (wym. IPA: /ˈxunta/; wym. polska: chunta) to określenie pochodzące z języka hiszpańskiego, oznaczające pierwotnie związek lub radę. Obecnie powszechnie stosowane głównie w odniesieniu do państw Ameryki Łacińskiej, w których władza wojskowa przejęła rządy na drodze zbrojnego zamachu stanu. Określenie używane również w odniesieniu do dyktatur wojskowych w innych państwach.